# Kościół św. Jana Ewangelisty w Leeds
Kościół św. Jana Ewangelisty w Leeds (ang. St John the Evangelist's Church, Leeds) – anglikański kościół parafialny zlokalizowany w centrum angielskiego Leeds, przy ulicy New Briggate. Jest to najstarsza świątynia w centrum miasta.

## Historia

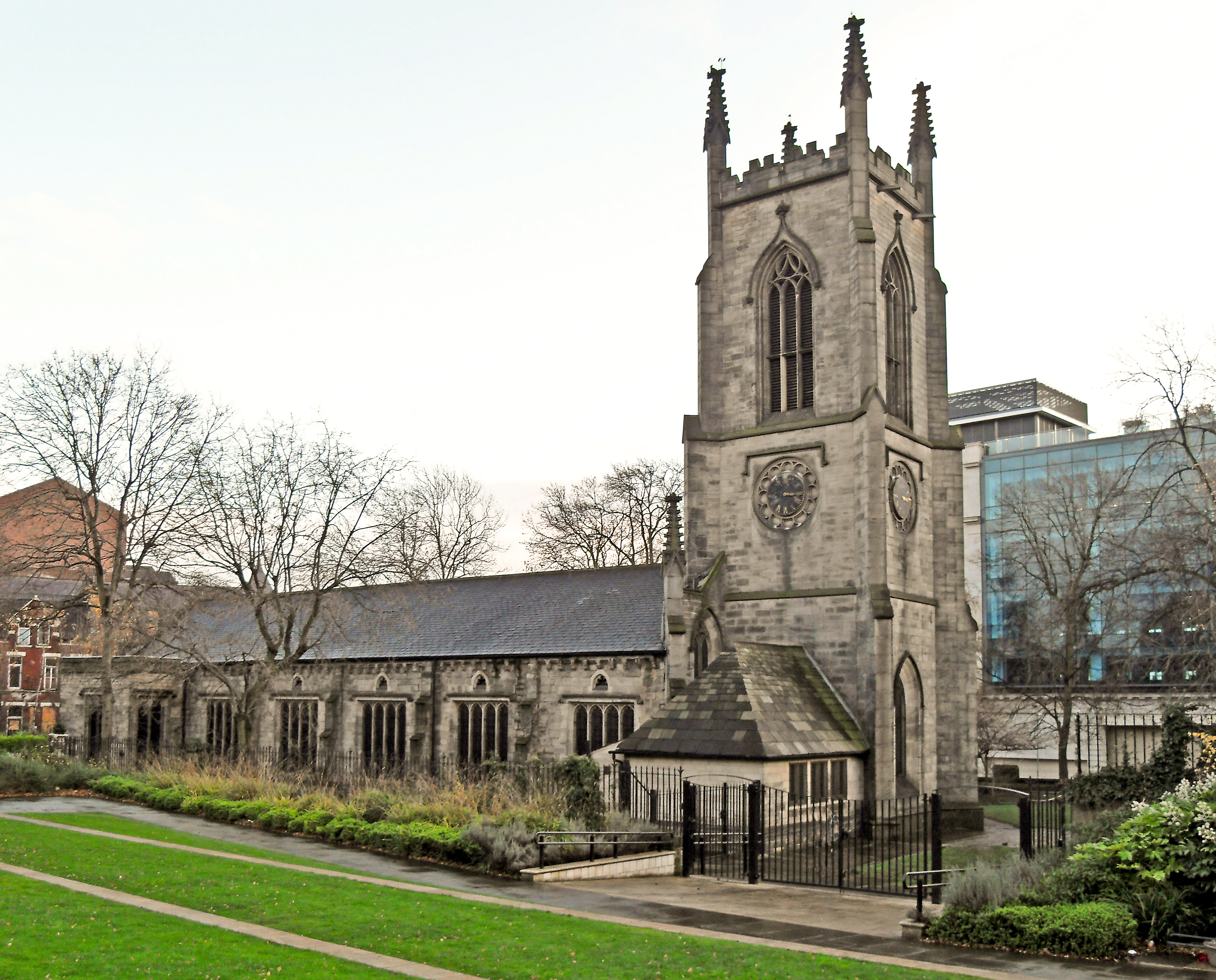
Widok od Merrion Street

Obiekt został ufundowany przez zamożnego handlarza wełną, rojalistę i dobroczyńcę, Johna Harrisona i wybudowany w latach 1632-1634. Był to jeden z nielicznych kościołów wzniesionych w Anglii w okresie panowania króla Karola I.
W połowie XIX wieku parafia zamierzała zburzyć świątynię i wznieść nowy obiekt sakralny. Sprzeciwił się temu młody architekt Norman Shaw, do którego dołączył się sir George Gilbert Scott. Ostatecznie opcja pozostawienia starego kościoła zwyciężyła. Shaw został zatrudniony do renowacji kościoła, którą przeprowadził w latach 1866–1868. Prace obejmowały wymianę zewnętrzną starego ganku i zakrystii, naprawę dachu i kamieniarki, przeróbki maswerków okiennych oraz wyrównanie i ponowne zagospodarowanie cmentarza. Posadowiono nową chrzcielnicę, wymieniono ławki, odnowiono podłogi i ponownie zaaranżowano przestrzeń wewnętrzną. Oddano go wiernym do użytku 2 lutego 1868. Po 1888 prace renowacyjne uzupełniał Temple Moore, który m.in. zainstalował drugi ołtarz z poręczami komunijnymi z kościoła w Kettlewell.

## Wyposażenie
Świątynia charakteryzuje się cennym wyposażeniem z epoki Karola I, zwłaszcza rzeźbioną, drewnianą, parawanową ścianą tęczową. Każda jej część jest bogato dekorowana motywami kwietnymi, w tym tulipanami, sercami, wijącymi się pnączami oraz groteskowymi głowami ludzi i zwierząt. Więcej rzeźb znajduje się na panelach ściennych, ławkach i ambonie. Należą do nich m.in. jaskrawo malowane anioły grające na instrumentach muzycznych.
Fundator kościoła, John Harrison został pochowany w pobliżu ołtarza. Seria witraży przedstawia jego dobre uczynki, np. ilustruje apokryficzną opowieść, w której wręczył on uwięzionemu w Leeds królowi Karolowi I, kufel ze złotymi monetami udającymi łyk piwa.

## Galeria

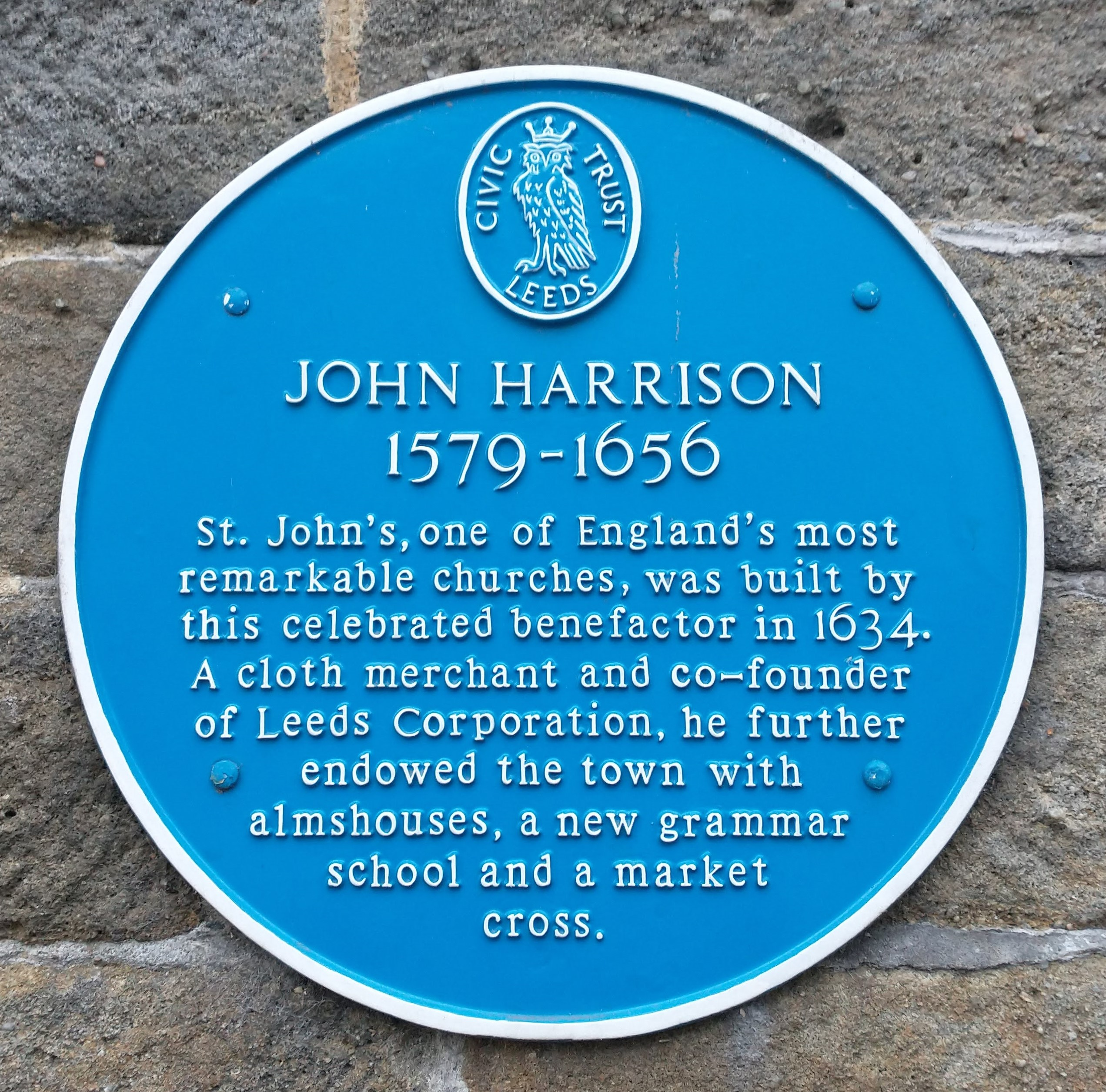
Niebieska tablica Civic Trust
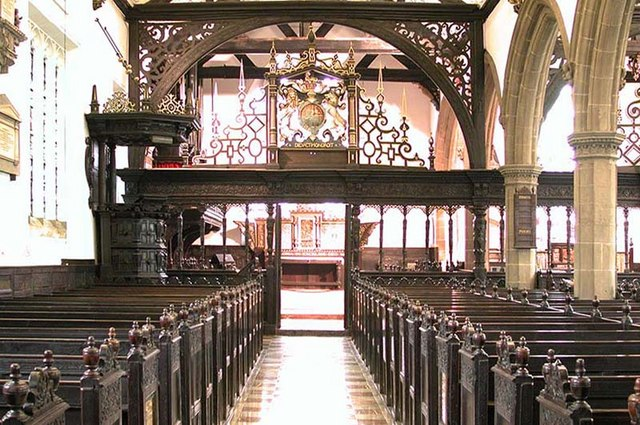
Wnętrze ze ścianą tęczową